# Tachina brunnipalpis
Tachina brunnipalpis là một loài ruồi trong họ Tachinidae.